# IC 887
IC 887 ist ein nichtexistentes Objekt im Sternbild Jungfrau auf der Ekliptik, welches der US-amerikanische Astronom Lewis A. Swift am 24. April 1887 fälschlich als IC-Objekt beschrieb.